# Ибрагимов, Ахмеджан
Ахмеджан Ибрагимов (1899, с. Милан, Восточный Азербайджан, Иран — 29 сентября 1957) — советский хозяйственный, государственный и партийный деятель.

## Биография
Родился в 1899 году в селе Милан близ Тевриза. Член КПСС с 1921 года.
С 1907 года — на хозяйственной, общественной и политической работе. В 1907—1958 гг. — ученик ткача, ткач, посудник, приказчик, красногвардеец, председатель Ташаузского ревкома, начальник Ташаузской областной ЧК, председатель Шаватского ревисполкома, начальник Гурленского уисполкома, председатель Багатского райисполкома, ответственный секретарь Шаватского райкома КПУз, 1-й секретарь Бауманского райкома КПУз, 1-й секретарь Хорезмского окружкома ВКП(б), 1-й секретарь Оргбюро по Хорезмской области, арестован, под следствием, освобождён, директор хлопкосовхоза имени Пятилетия УзбССР, 1-й секретарь Уйчинского райкома КПУз, директор хлопкосовхоза № 1, директор хлопкосовхоза имени Пятилетия УзбССР.
Избирался депутатом Верховного Совета СССР 1-го и 2-го созывов.
Умер в 1957 году.